# Bohater Wieków
Bohater Wieków (tyt. oryg. Mistborn: The Hero of Ages) – trzecia część trylogii Brandona Sandersona Z mgły zrodzony.

## Fabuła
Vin, Elend i ich przyjaciele muszą znaleźć sposób, aby powstrzymać Zniszczenie, które chce unicestwić Ostatnie Imperium. Po uwolnieniu go ze Studni Wstąpienia z nieba sypie się coraz więcej popiołu, a trzęsienia ziemi stają się coraz potężniejsze. Jedyną nadzieją na przetrwanie jest znalezienie wszystkich ukrytych magazynów pozostawionych przez Ostatniego Imperatora, w których znajdują się zasoby i wskazówki potrzebne do pokonania Zniszczenia.